# David Åhlén
David Markus Åhlén, född den 29 juli 1885 i Helgesta, Södermanlands län, död den 21 augusti 1969 i Täby kommun, var en svensk kyrkomusiker och kördirigent som kom att inneha flera viktiga poster i svenskt körliv under 1900-talets första hälft. 

## Biografi
David Åhlén studerade på Kungliga musikhögskolan 1901-1907 med examina i orgelspel (1903), pianostämning (1904), samt kyrkosång och musiklärare (1907). Efter avslutade studier efterträdde han Alice Tegnér som organist i Djursholms kapell åren 1907-1909 och anställdes sedan som organist och kantor i Hjorthagens kyrka 1913-1917. Under denna tid var han sånglärare vid Engelbrekts folkskola 1910-1920 och blev senare lärare i körsång och kördirigering vid Kungliga Musikhögskolan 1940–1953. 
1907 startade Åhlén S.S.U.H.-kören som 1917 ombildades till Musikaliska sällskapet vilken Åhlén ledde fram till 1945. 1909–1910 var han även dirigent för Typografiska föreningens sångkör.

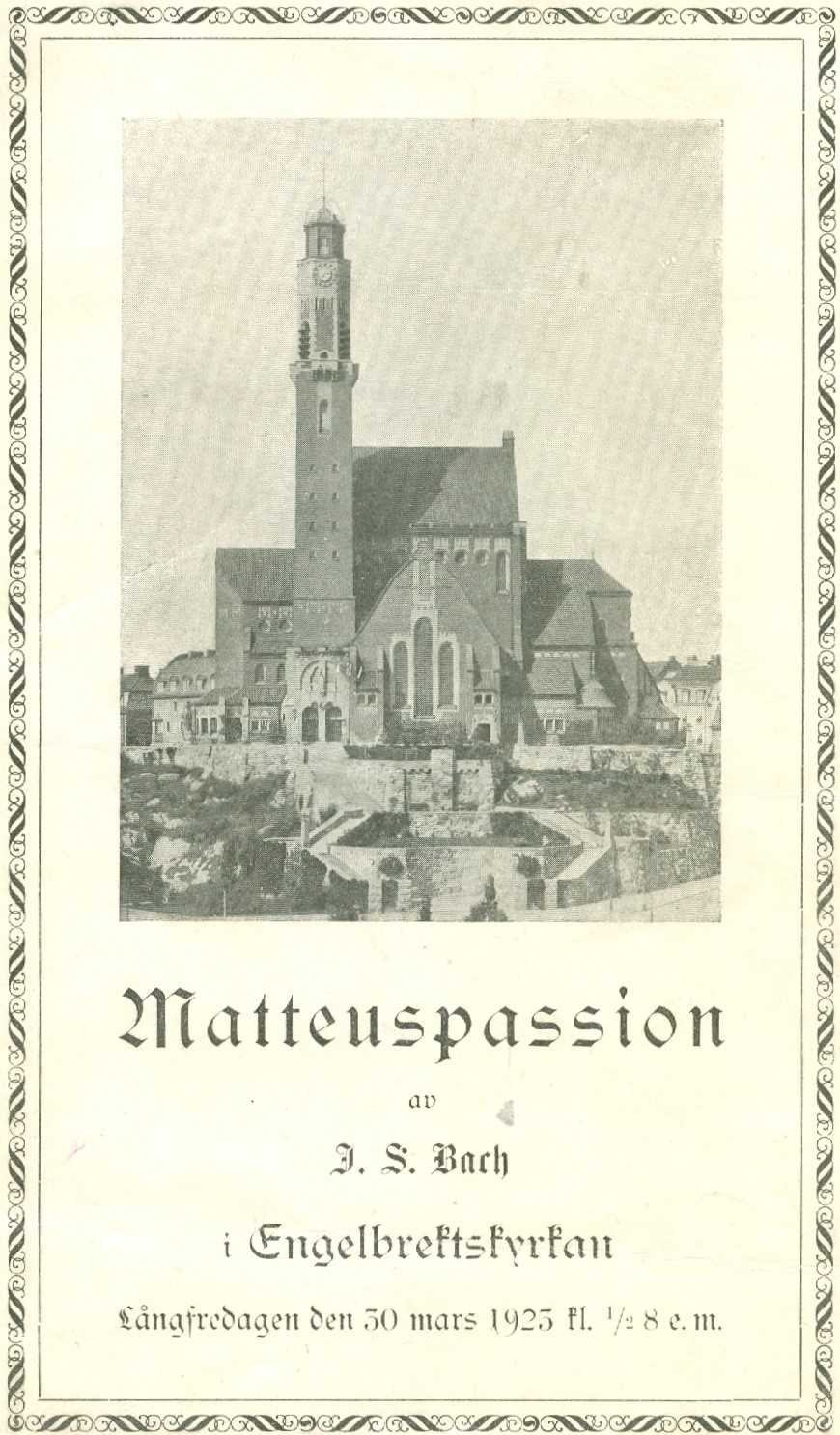
Förstasidan till programblad, Matteuspassionen i Engelbrektskyrkan 1923

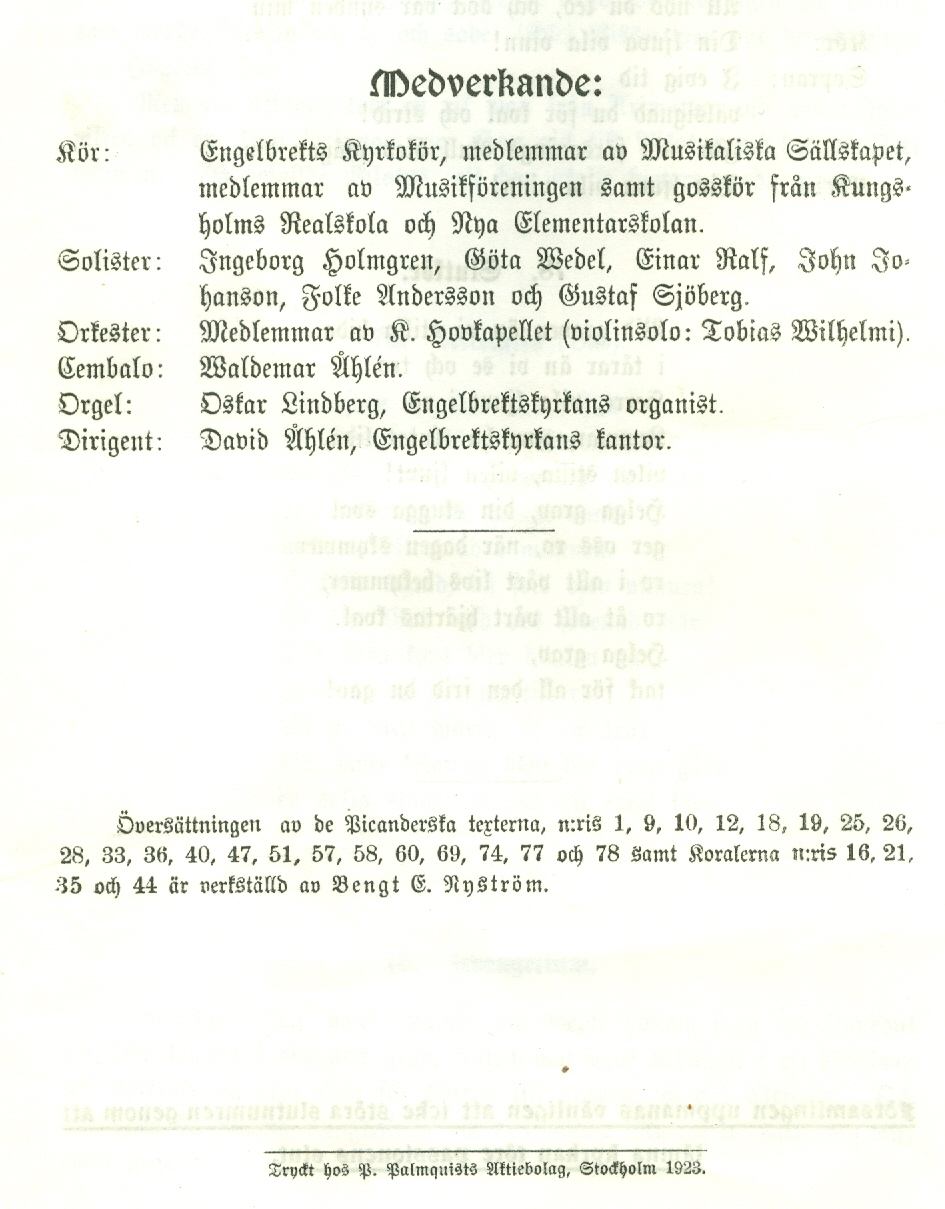
Medverkande vid första framförandet av Matteuspassionen i Engelbrektskyrkan 1923

Åhlén kom att verka i 42 år (1917–1956) som kantor och kördirigent i Engelbrektskyrkan i Stockholm. Här bildade Åhlén Engelbrekts kyrkokör 1917 vari ingick medlemmar från Hjorthagens kyrkokör och från Musikaliska sällskapet. Med denna kör etablerade Åhlén de sedan 1923 årliga framförandena av Bachs Matteuspassion. Initiativet till dessa framförande kom från ärkebiskop Nathan Söderblom som  under sin tid som professor i religionshistoria i Leipzig bevistat Matteuspassionen i Bachs kyrka, Thomaskyrkan och blivit så gripen att han sedan inte kunde tänka sig en Långfredag utan denna ”Bachs predikan i toner”. Söderblom gav då uppdraget att framföra Matteuspassionen varje påsk till Engelbrektskyrkan där Åhlén med sin kyrkokör och oratoriekör (Musikaliska sällskapet) som ingen annan av samtidens kyrkomusiker ägde förutsättningar att tillgodose de andliga, estetiska och praktiska kraven på en sådan tradition.
Åhlén var verkställande direktör 1915-1928 i J. Ludvig Ohlssons pianomagasin och under stora delar av sitt liv aktiv som ordförande och/eller ledamot i Sveriges allmänna organist och kantorsförening, Sveriges kyrkosångsförbund och Stockholms kyrkomusikerförening. 

## Familj
David Åhlén var son till Lars Åhlén, folkskollärare och organist och dennes hustru Sofia Lindmark.
David Åhlen var gift med Märta Åhlén (dotter till kyrkomusikern John Morén) och fick tillsammans med henne två döttrar och två söner. Sonen Åke Åhlén (programsekreterare på musikradion) gick till viss del i faderns fotspår och kom att leda Radiotjänsts gosskör. 
Han var bror till Waldemar Åhlén
David Åhlén är begravd på Helgesta kyrkogård söder om Sparreholm.

## Utmärkelser
- Litteris et Artibus 1926
- Ledamot (nr 618) av Kungliga Musikaliska Akademien den 28 maj 1937.
- Illis quorum 8:e storleken 1958

## Övrig läsning/lyssning
Åhlén, David: En kyrkomusikers minnen, 1969.
Father David and his Bach, Caprice CAP 22025